# 李如鸿
李如鸿，浙江严州（今浙江桐庐）人，明朝政治人物。

## 生平
萬曆三十七年（1609年）己酉科應天鄉試舉人。萬曆四十七年（1619年），任福建永安县知县。其應不善於侍奉領導，僅升任山西太原府忻州知州。